# Katarina Bradić
Katarina Bradić (serbisch-kyrillisch Катарина Брадић; * in Prokuplje, Serbien) ist eine serbische Opernsängerin (Mezzosopran, Alt).

## Leben und Karriere
Katarina Bradić studierte an der Musikakademie von Novi Sad und erwarb ihren Abschluss in Musikpädagogik und Gesang.
Nach ihrem Operndebüt im Jahr 2002 am Serbischen Nationaltheater als Mamma Lucia in Mascagnis Cavalleria rusticana spielte Bradić Rollen wie Niklausse in Offenbachs Les contes d’Hoffmann, die Maddalena in Verdis Rigoletto und die Flora in La traviata. 2008 sang sie die Titelrolle in Francesco Pistocchis Oper Il Narciso in einer konzertanten Aufführung in Köln unter der Leitung von Kai Wessel. Im Herbst 2008 gastierte sie in Japan als Maddelena in Rigoletto. Dieselbe Rolle spielte sie im Sommer 2009 bei den St. Margarethen Festspielen in Österreich. Internationale Aufmerksamkeit erregte sie erstmals 2009 als Mitglied der Vlaamse Opera in Antwerpen und Gent. Ihre wichtigsten Aufgaben dort waren Medea in Cavallis Giasone in einer Premiere, sowie die Olga in einer Premiere von Tschaikowskis Eugen Onegin, außerdem die Suzuki in Puccinis Madama Butterfly und die Margret in Alban Bergs Wozzeck.
Während ihrer Engagements in der Vlaamse Opera und der Deutschen Oper Berlin gab Bradić 2010 ihr Rollendebüt als Georges Bizets Carmen bei der Operklosterneuburg in Österreich. Auch die Titelrolle von Il Narciso gab sie unter der Leitung von Kai Wessel 2011 in Köln. Gleichfalls 2011 debütierte sie im Teatro Real Madrid in einer neuen Produktion von Elektra (Dirigent: Semyon Bychkov). Weitere Engagements betrafen ihr Hausdebüt an der Komischen Oper Berlin in der Titelrolle einer neuen Produktion von Carmen und ihr Rollendebüt als Amastre in Georg Friedrich Händels Xerxes in einer Neuproduktion von Stefan Herheim, ebenfalls an der Komischen Oper Berlin. Diese Produktion führte sie 2012 auch zum Bergen-Festival in Norwegen. 2012 gab sie ihr Hausdebüt in der Oper Erfurt als Carmen und an der Deutschen Oper am Rhein in Düsseldorf als Amastre in Xerxes. Weitere Auftritte waren die Weltpremiere des inszenierten Gustav-Mahler-Programms Mahlermania an der Deutschen Oper Berlin, sowie Gastspiele in Tallinn und Madrid (Inszenierung: Christoph Marthaler, Dirigent: Sylvain Cambreling).
2013 wechselte Bradić wieder in das Ensemble der Deutschen Oper Berlin, wo sie die Emilia in Verdis Otello und die Lola in Cavalleria rusticana interpretierte. Mahlermania wurde dann in Rouen gegeben, Wolfgang Rihms Die Eroberung von Mexiko in Madrid. 2014 kam für sie die Titelrolle von Benjamin Brittens The Rape of Lucretia an der Deutschen Oper Berlin (2014), Amastre in Xerxes an der Deutschen Oper am Rhein Düsseldorf und Bradamante in Händels Alcina beim Festival d’Aix-en-Provence. Bradić hat auch in vielen anderen renommierten Theatern wie der Wiener Staatsoper, der Estnischen Nationaloper, Den Norske Opera & Ballett oder der Grazer Oper gesungen.
Bradić ist auch eine sehr aktive Oratorien- und Konzertsängerin und gastierte als Alt-Solistin auf einer Tournee mit Mozarts Requiem, die in mehreren Städten in ganz Russland stattfand, in Beethovens Sinfonie Nr. 9 in Tiflis, Georgien, in Mozarts Requiem an der Berliner Philharmonie und zuletzt in Bachs Weihnachtsoratorium und Mahlers Kindertotenliedern in Lissabon.

## Tonträger
- Die Liebe der Danae
- Mahlermania

| Personendaten    | Personendaten                              |
| ---------------- | ------------------------------------------ |
| NAME             | Bradić, Katarina                           |
| ALTERNATIVNAMEN  | Брадић, Катарина (serbisch)                |
| KURZBESCHREIBUNG | serbische Opernsängerin (Mezzosopran, Alt) |
| GEBURTSDATUM     | 20. Jahrhundert                            |
| GEBURTSORT       | Prokuplje, Serbien                         |